# Equação de Kadomtsev–Petviashvili

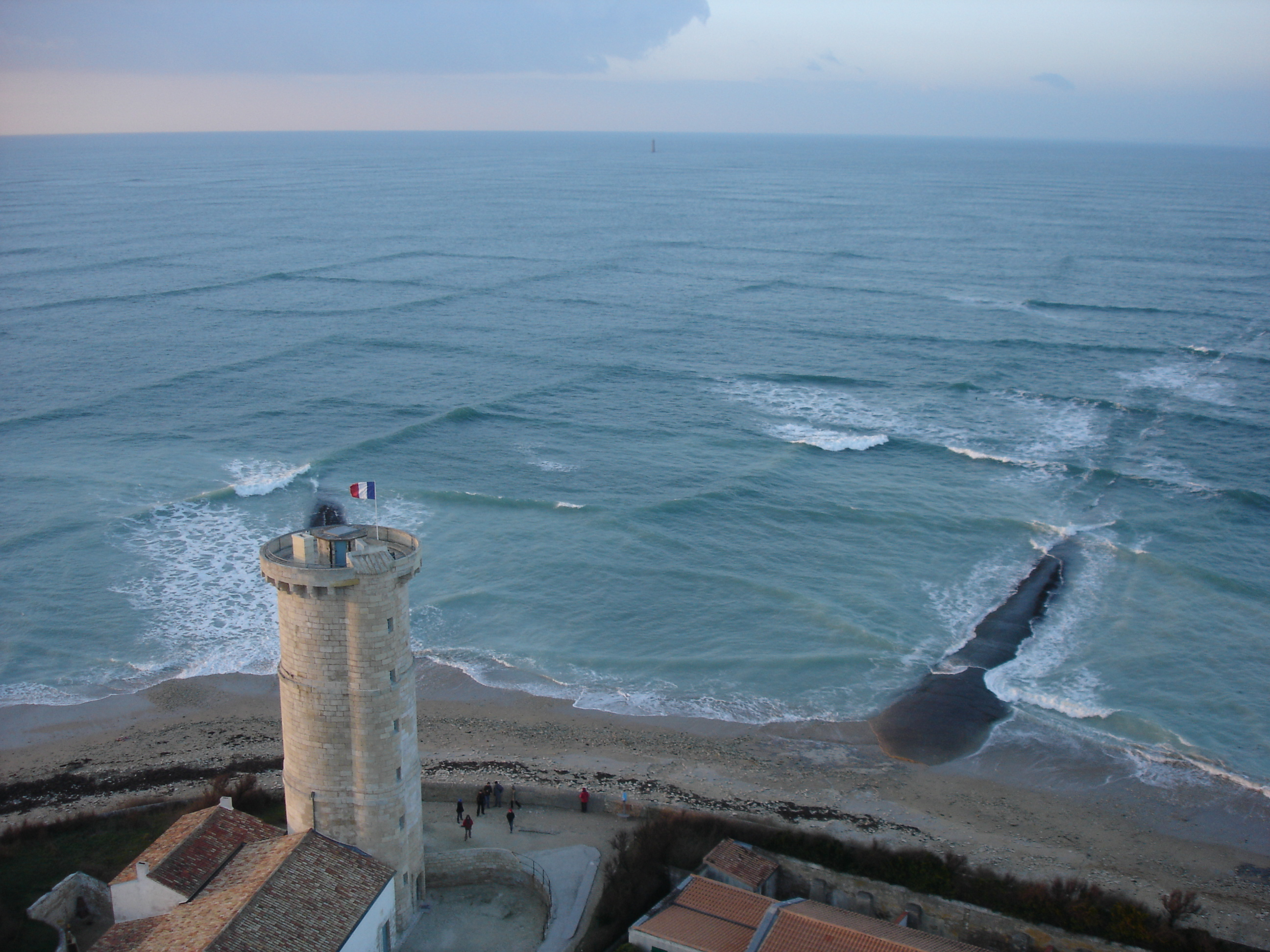
Cruzamento de swells, que consiste de trens de onda quase cnoidais. A interação de tais quase sólitons em águas rasas podem ser modeladas através da equação de Kadomtsev–Petviashvili.

Em matemática e física, a equação de Kadomtsev–Petviashvili – ou equação de KP, nomeadas em homenagem a Boris Borissovitch Kadomtsev e Vladimir Iosifovich Petviashvili – é uma equação diferencial parcial que descreve o movimento não-linear de ondas. A equação de KP é geralmente escrita como:
{\displaystyle \displaystyle \partial _{x}(\partial _{t}u+u\partial _{x}u+\epsilon ^{2}\partial _{xxx}u)+\lambda \partial _{yy}u=0}
onde {\displaystyle \lambda =\pm 1}.  A expressão acima mostra que a equação de KP é a generalização de duas dimensões espaciais, x e y, da equação unidimensional da equação de Korteweg–de Vries. Para ter algum significado físico, a direção de propagação da onda tem que ser não muito longe da direção x, ou seja, apenas com variações lentas de soluções no sentido y.
Assim como a equação de KdV, a equação de KP é completamente integrável. Ela pode ser resolvida utilizando transformada inversa de espalhamento de modo semelhante a equação de Schrödinger não linear.

## História

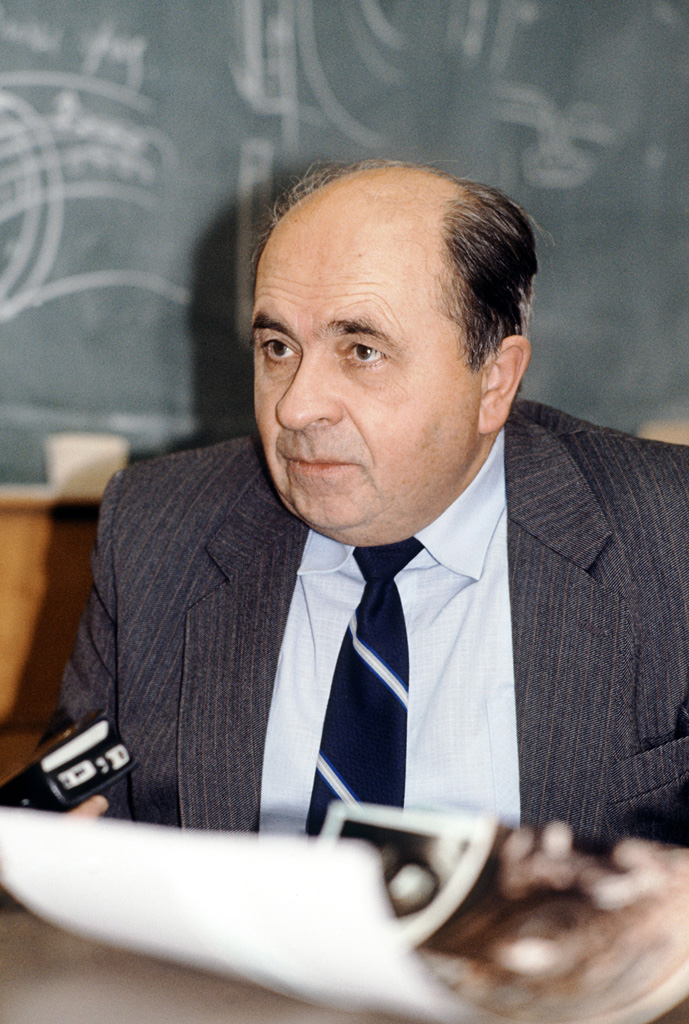
Boris Kadomtsev.

A equação de KP foi escrita pela primeira vez em 1970 pelos físicos soviéticos Boris Kadomtsev (1928–1998) e Vladimir I. Petviashvili (1936–1993); ela veio como uma generalização natural da equação de KdV (derivada por Korteweg e De Vries em 1895).  Enquanto as ondas da equação de KdV são estritamente unidimensionais, na equação de KP essa restrição é relaxada. Mesmo assim, em ambas equações as ondas devem viajar no sentido positivo da direção x.

## Conexões com a física
A equação de KP pode ser usada para modelar ondas de água de comprimento de onda grande com forças restauradoras e frequências de dispersão porco fracamente não lineares. Se a tensão superficial é fraca em comparação com forças gravitacionais, {\displaystyle \lambda =+1}  é utilizado; se a tensão superficial é forte, então {\displaystyle \lambda =-1}. Devido à assimetria no modo de que x e y entram na equação, as ondas descritas pela equação de KP se comportam diferentemente na direção de propagação (direção  x) e na direção transversa (y); oscilações na direção y tendem a ser mais suaves.
A equação KP também pode ser utilizado para modelar ondas em meios ferromagnéticos, bem como pulsos bidimensionais de onda de matéria em condensados de condensado de Bose-Einstein.

## Valores limites
Para {\displaystyle \epsilon \ll 1}, oscilações típicas dependentes de x possuem comprimento de onda de {\displaystyle O(1/\epsilon )} dando origem a um regime limite singular {\displaystyle \epsilon \rightarrow 0}. O limite {\displaystyle \epsilon \rightarrow 0} é chamado de limite não dispersivo.
Se também assumirmos que as soluções são independentes de y como {\displaystyle \epsilon \rightarrow 0}, então ela também satisfaz a equação de Burgers:
{\displaystyle \displaystyle \partial _{t}u+u\partial _{x}u=0.}
Supondo que a amplitude de oscilações de uma solução é assintoticamente pequena — {\displaystyle O(\epsilon )} — no limite não dispersivo, então a amplitude satisfaz a equação de campo médio do tipo Davey–Stewartson.